# Władysław Karaś
Władysław Karaś (n. 31 august 1893, Kielce, Polonia – d. 28 mai 1942, Magdalenka⁠(d), Comuna Lesznowola, Mazovia, Polonia) a fost un ofițer ce a reprezentat Polonia, medaliat olimpic. A participat la o ediție a Jocurilor Olimpice (1936) în care a câștigat o medalie de bronz.

## Participări
Lista de mai jos prezintă principalele competiții la care a participat Władysław Karaś de-a lungul carierei.
- shooting at the 1936 Summer Olympics – men's 50 metre rifle, prone[*]